# Soubor

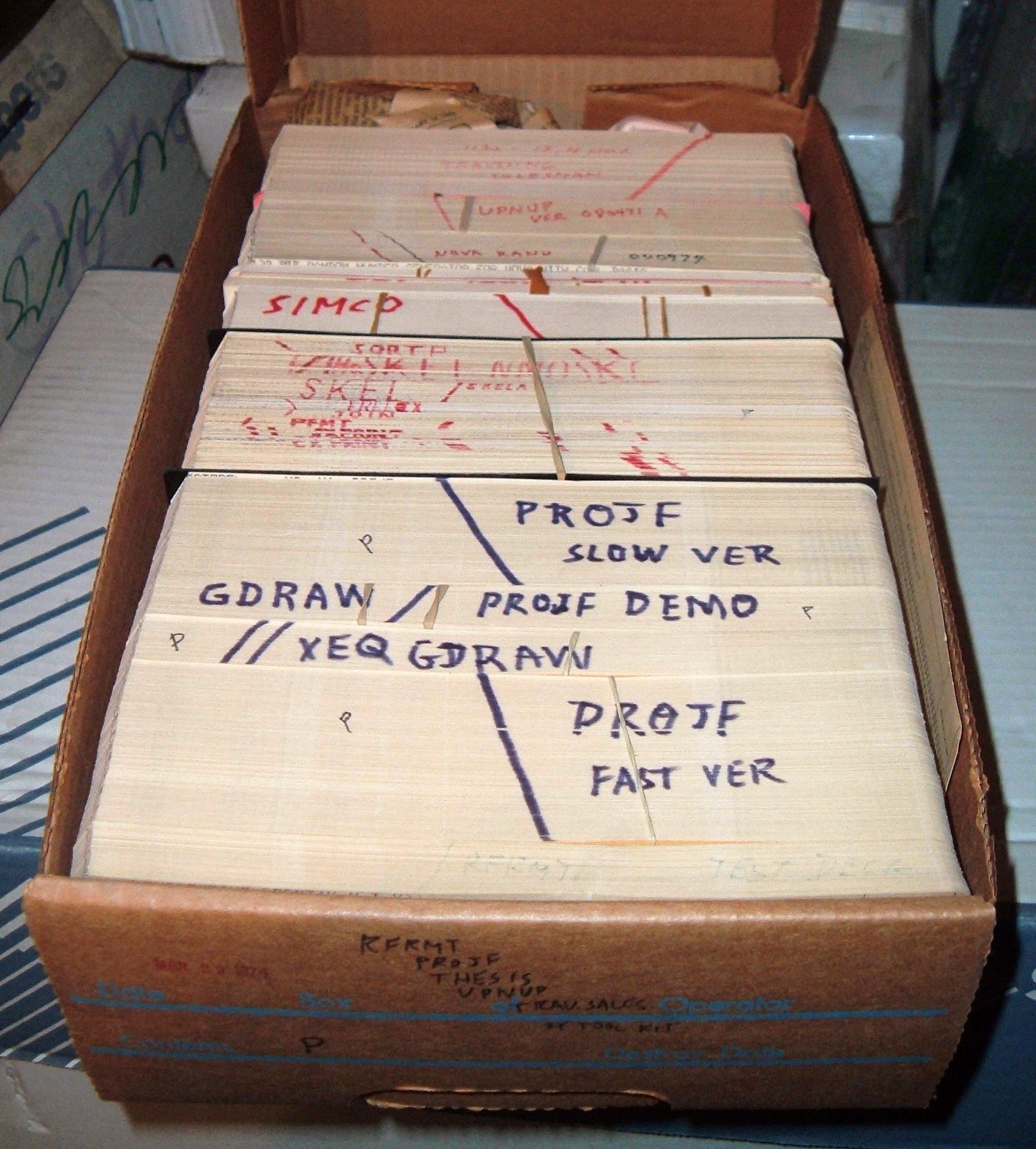
Soubor programů ve formě děrných štítků ze 70. let 20. století

Soubor v informatice označuje pojmenovanou sadu dat uloženou na nějakém datovém médiu, se kterou lze pracovat nástroji operačního systému jako s jedním celkem.
Obsahem souboru mohou být různá data. Mnoho souborů reprezentuje jediný objekt a obsahuje jenom jeden druh dat (například textový dokument, počítačový program, obrázek, zvukový záznam), ale existují i soubory složené (archivní soubory, knihovny, ISO obrazy disků), které obsahují množství dílčích objektů a souborů; také kancelářské dokumenty mohou obsahovat vložené objekty (např. obrázky a tabulky), u multimediálních i jiných souborů mluvíme o kontejnerech, které mají vlastní formát a mohou obsahovat několik objektů (obraz, zvuk, titulky) různých formátů, přičemž formát jednotlivých složek není příliš závislý na formátu kontejneru. Podle toho, jak má být obsah souboru interpretován lze soubory rozdělit na textové a binární.
Fyzické uspořádání souborů na datovém médiu je závislé na použitém souborovém systému (anglicky filesystem [ˈfaɪlsɪstəm]IPA). Starší operační systémy podporovaly různé organizace souborů (sekvenční, indexované, index-sekvenční, s přímým přístupem, členěné, zvláštní organizace textových souborů), což vedlo k problémům s interoperabilitou a přenositelností a k nutnosti používat komplikované nástroje pro práci se soubory. Většina moderních operačních systémů pod vlivem Unixu považuje soubor za posloupnost znaků, které reprezentují informace uložené v onom souboru, přičemž další interpretaci přenechává na aplikačních programech nebo knihovnách.

## Jméno souboru
Každý operační systém stanovuje vlastní pravidla pro jména souborů. Tato pravidla mohou být dále omezena konkrétním systémem souborů. Jenom výjimečně soubory nemají jména (například na magnetických páskách mohou mít jenom pořadová čísla). Starší operační systémy obvykle podporovaly jen krátká jména souborů (CP/M 6+3 znaky, MS-DOS 8+3 znaky, Unixy 14 znaků) a ve jménech souborů nebyly dovoleny národní znaky, mezery ani speciální znaky. Moderní operační systémy uživatele při volbě jména souborů příliš neomezují – jméno může mít desítky nebo stovky znaků, včetně národních a speciálních.
Přestože některé operační systémy skrývají a některé nevyžadují používání přípon ve jménech souborů, konvence nebo povinnost rozlišovat typy souborů poslední částí jména je dosti rozšířená.
Protože současná datová média (viz např. pevný disk, disketa, CD, flash disk) mohou obsahovat množství souborů, používají hierarchický systém adresářů nebo složek, který uživateli umožňuje třídit soubory podle potřeby. Úplné jméno souboru pak zahrnuje i cestu v systému souborů.

## Obsah souboru
Typ souboru se v různých operačních systémech zjišťuje různým způsobem (či kombinací způsobů, viz formát souboru):
- pomocí přípony názvu souboru (např. .exe v Microsoft Windows; překonaný způsob)
- pomocí atributu souboru (např. atribut executable v unixových systémech)
- pomocí obsahu souboru (první bajty souboru obsahují jednoznačný identifikátor)
- pomocí alternativního datového proudu souboru (NTFS v Microsoft Windows)

## Ochrana souborů
Víceuživatelské operační systémy mají prostředky pro omezení přístupu uživatelů a programů k souborům. Jejich cílem je zabránit, aby uživatelé mohli číst, měnit, přepisovat, mazat, přejmenovávat a spouštět cizí soubory nebo soubory operačního systému.

## Metadata souborů
Metadata souborů, která OS nejčastěji uchovává:
- jméno – jedinečný název souboru (vzhledem k aktuálnímu adresáři)
- délka – velikost v počtech bajtů
- typ – umožňuje odlišit typ obsažených dat, použitý program, speciální soubory (roura, soket, zařízení, …) apod.
- přístupová oprávnění – kdo smí se souborem pracovat (čtení, zápis, …) pro uživatele a skupiny
- vlastník – uživatel vlastnící soubor (též skupina)
- časové informace
  - čas vytvoření
  - čas posledního přístupu k souboru
  - čas poslední změny v obsahu souboru
  - čas poslední změny metadat souboru
- umístění vlastních dat – typicky posloupnost alokačních jednotek

## Správa souborů

### Programová
Operační systém poskytuje programátorovi vhodné programové rozhraní, které zpřístupňuje služby pro správu a práci se soubory. Nejzákladnější primitiva jsou:
- otevření, zavření souboru (open [ˈəʊpən]IPA, close [kləʊz]IPA)
- čtení, zápis do souboru na příslušné pozice (read [riːd]IPA, write [raɪt]IPA)
- posun ukazatele na konkrétní pozici v souboru (seek [siːk]IPA)
- souběžný přístup k souborům a režimy zamykání (lock [lɒk]IPA, unlock [ˌʌnˈlɒk]IPA)
- smazání souboru (unlink [ˌʌnˈlɪŋk]IPA)

Primitiva obvykle využívají pro přístup k souboru souborový deskriptor nebo handle [ˈhændl]IPA (manipulátor).

### Uživatelská
Každý operační systém (který používá nějaký souborový systém) poskytuje uživateli vhodnou formu správy souborů jako je mazání, kopírování, přejmenování názvu souboru apod. Prostředkem mohou být jak příkazy (viz příkazový řádek), tak programy v grafickém uživatelském rozhraní.